# Shenington
Shenington är en by i civil parish Shenington with Alkerton, i distriktet Cherwell, i grevskapet Oxfordshire, i England. Byn är belägen 9 km från Banbury. Shenington var en civil parish fram till 1970 när blev den en del av Shenington with Alkerton. Civil parish hade 232 invånare år 1961. Byn nämndes i Domedagsboken (Domesday Book) år 1086, och kallades då Senendone.